# Паталаховка
Паталаховка (укр. Паталахівка) — село, относится к Сватовскому району Луганской области Украины.
Население по переписи 2001 года составляло 1 человек. Почтовый индекс — 92624. Телефонный код — 6471. Занимает площадь 0,27 км². Код КОАТУУ — 4424086504.

## Местный совет
92624, Луганська обл., Сватівський р-н, с. Райгородка, вул. Конопліна, 3  (укр.)